# Heinrich Wilhelm von Zeschau

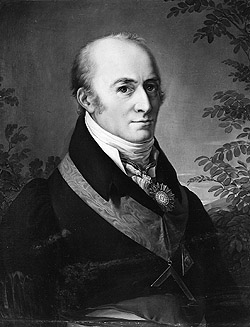
Heinrich Wilhelm von Zeschau

Heinrich Wilhelm von Zeschau (* 22. August 1760 auf dem Rittergut Garrenchen bei Luckau; † 14. November 1832 in Dresden) war sächsischer Wirklicher Geheimer Rat, Generalleutnant, Staatssekretär und Gouverneur von Dresden.

## Familie
Sein Vater war der Landesälteste des Kreises Luckau (kurfürstlich-sächs. Mgft. Niederlausitz) Karl Siegismund von Zeschau (1703–1762/82?), seine Mutter Sophie Albertine, geb. von Stammer aus dem Hause Görlsdorf (1715–1795). 
Zeschau heiratete am 29. Oktober 1781 in Weißenfels Karoline Christiane von Brause (* 8. Januar 1765 in Zeitz; † 1. Februar 1811 in Dresden), die Tochter seines damaligen Bataillons-Kommandanten Hans Karl von Brause (1718–1800) und der Karoline, geb. van Specbötel (1737–1795), eine Schwester des Generals Friedrich August Wilhelm von Brause. Der Ehe entstammten sieben Kinder.

## Leben
Heinrich Wilhelm von Zeschaus Taufpatin war die Gräfin Marie zur Lippe-Biesterfeld, die den regierenden Grafen Wilhelm zu Schaumburg-Lippe heiratete und ihren Paten an den Hof von Bückeburg holte, wo er vom Hofprediger Johann Gottfried Herder erzogen und konfirmiert wurde. Im Alter von vierzehn Jahren kam er auf die Militärakademie Festung Wilhelmstein im Steinhuder Meer, wo er Scharnhorst kennenlernte, mit dem ihn eine lebenslange Freundschaft verband.
1776 wurde er zum Secondeleutnant ernannt, kehrte jedoch nach dem frühen Tod des Grafenpaares im Januar 1778 nach Sachsen zurück, wo er als Sousleutnant im Regiment Kurfürst eine Anstellung fand. 1789 wechselte er als Premiereleutnant und Regimentsadjutant von Weißenfels nach Zeitz, wo sich die Stabs-Garnison des Regiments befand. 1793 nahm er in dieser Stellung an der Belagerung von Mainz teil. Im selben Jahr wurde ihm in der Schlacht bei Kaiserslautern das Pferd unter dem Leibe weggeschossen. Im Gefecht von Kreuznach erhielt er die Funktion eines Brigade-Majors. Auf Vermittlung des Generalleutnants von Lindt wurde er 1794 an die Stelle des Adjutanten des Generalinspekteurs der sächsischen Infanterie nach Dresden versetzt. 1804 erfolgte seine Ernennung zum Major und Chef des Generalstabes des Generals von Lindt.
In der Schlacht von Austerlitz kämpfte er im sächsischen Regiment Kurfürst unter dem Fürsten Hohenlohe und gehörte 1806 zur Avantgarde des Prinzen Louis Ferdinand von Preußen, wo er als Kommandeur des 1. Bataillons Regiment Kurfürst in dem Gefecht bei Saalfeld und ebenso in der späteren Schlacht von Jena und Auerstedt kämpfte.
Nach dem Posener Frieden wurde das Regiment Kurfürst in Regiment König umbenannt und erhielt seine Garnison in Dresden.
Am 14. Februar 1808 bekam Zeschau wegen seiner Verdienste aus der Hand des sächsischen Königs das Ritterkreuz des Militär-St. Heinrichs-Ordens verliehen und wurde zum Oberstleutnant und Generaladjutanten Friedrich Augusts I. befördert. 
Nunmehr unter Napoleons Oberbefehl marschierte Zeschau mit der II. Sächsischen Division 1809 nach Linz, nahm auf Seiten der Franzosen an der Schlacht bei Wagram teil und erhielt für seinen Einsatz das Kreuz der Französischen Ehrenlegion.
Im Jahre 1810 befand sich Zeschau wieder in Dresden, wo er zum sächsischen Generalleutnant und Divisionskommandeur ernannt wurde. Im Frühjahr 1812 nahm Zeschau in der Funktion des Generaladjutanten des Königs von Preußen am Treffen aller deutschen Monarchen mit Kaiser Napoleon in Dresden teil.
Nach dem Russlandfeldzug 1812, an dem Zeschau als Kommandeur der zurückbleibenden sächsischen Truppen nicht teilgenommen hatte, stand er als Kommandeur der II. sächsischen Division in der Schlacht bei Großbeeren. 
Auf Befehl des Sächsischen Königs wurden am 21. September 1813 alle Truppen der sächsischen Armee in eine Division formiert und Zeschau als Kommandeur aller mobilen Truppen ernannt. Es waren dies:
- eine leichte Kavallerie-Brigade unter Oberst von Lindenau
- zwei Infanterie-Brigaden unter Oberst von Brause und Generalmajor von Ryssel
- zwei Fuß- und zwei reitende Batterien unter Oberstleutnant von Raabe und Major von Cerrini

In dieser Aufstellung ging Zeschau auf Seiten der Franzosen in die entscheidende Schlacht vom 18. Oktober 1813 bei Leipzig. Auf Grund der zahlreichen Verluste, der Aussichtslosigkeit eines Sieges und dem Unwillen, weiterhin auf Seiten des Franzosen gegen eigene Landsleute kämpfen zu müssen, traten während der Kampfhandlungen in der Völkerschlacht zunächst die leichte Kavallerie unter von Lindenau und die reitende Batterie unter Major von Cerrini zu den Verbündeten über, später auch die Brigaden unter dem Obersten von Brause und von Ryssel.
Ohne Truppen begab sich Zeschau am Abend des 18. Oktober zu seinem König, der ihm befahl, an seiner Seite zu bleiben und ihn nach Preußen zu begleiten.
Nach dem Wiener Kongress, auf dem Sachsen nur wegen des Verdienstes des Übertritts seiner Offiziere zu den Verbündeten vor der vollständigen Auflösung bewahrt blieb, jedoch große Gebietsverluste hinnehmen musste, übernahm Zeschau in Sachsen zahlreiche hohe Ämter. Er wurde zum Direktor der Geheimen Kriegskanzlei, zum Leiter der Militärbildungskommission, zum Befehlshaber des sächsischen Artillerie- und Ingenieurskorps sowie des Hauptzeughauses, zum Präsidenten der Kriegsverwaltungskammer und schließlich zum Staatssekretär der Militärangelegenheiten im Range eines Ministers mit Sitz und Stimme im Geheimen Rat ernannt.
1823 übernahm Zeschau zusätzlich das Amt des Gouverneurs von Dresden.

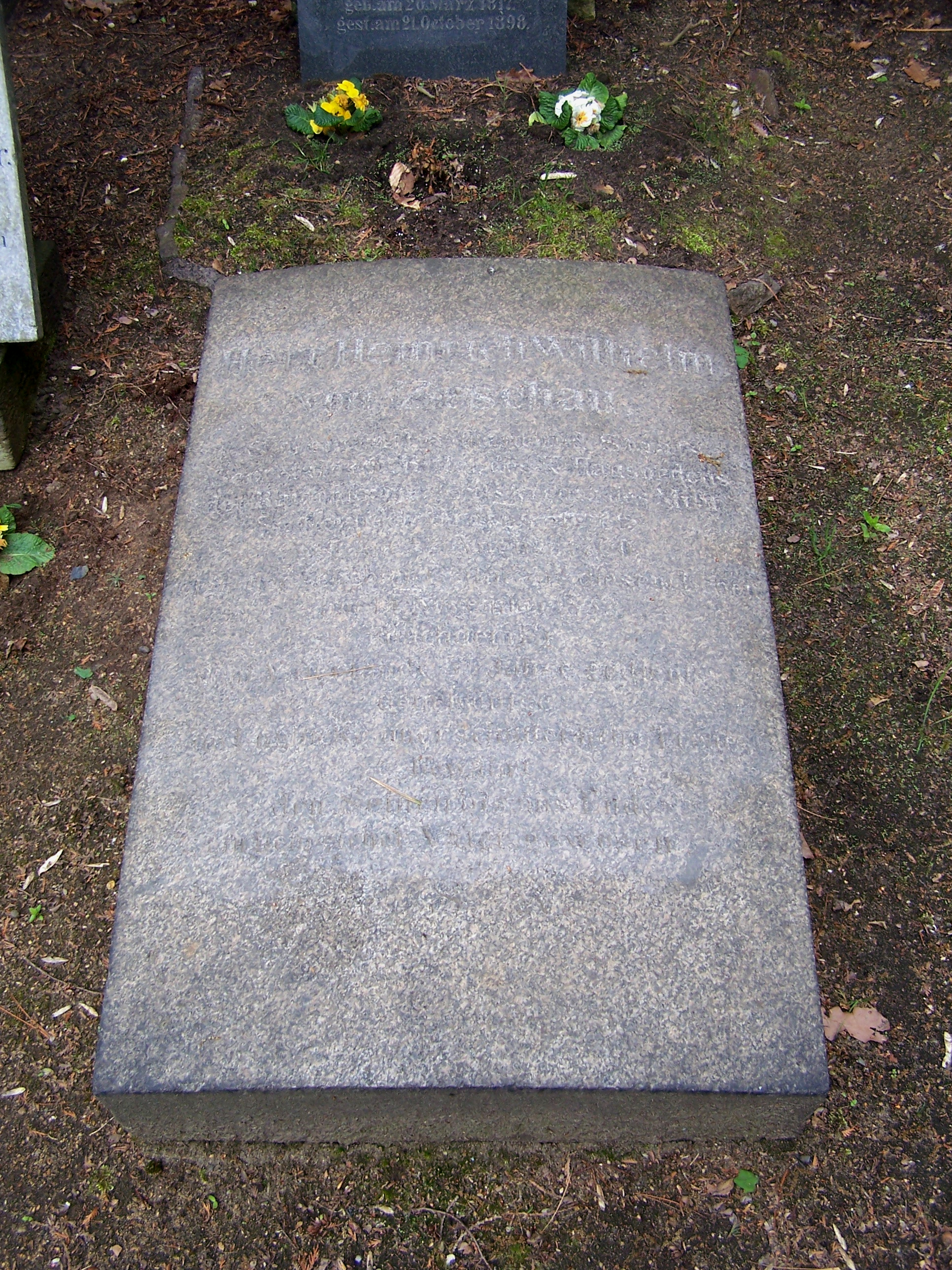
Grab von Zeschau auf dem Inneren Neustädter Friedhof in Dresden

Nachdem Zeschau am 25. Juni 1828 sein 50-jähriges Dienstjubiläum feiern konnte, ging er 1830 in Pension und lebte auf seinem Landgut Tolkewitz, wo er am 14. November 1832 verstarb und in Dresden bestattet wurde.
Das Familiengrab befindet sich auf dem Inneren Neustädter Friedhof (2. Land) in Dresden.

## Auszeichnungen
- Kommandeur des Militär-St. Heinrichs-Ordens am 10. Februar 1813[2]
- Großkreuz des Militär-St. Heinrichs-Ordens am 23. Juli 1815[3]
- Ritter des Johanniterordens

## Mitgliedschaften
- Landesgroßmeister der Großen Landesloge der Freimaurer von Sachsen (1817–1827)[4]
- Ehrenmitglied der Loge Zu den drei Schwertern
- Verein zu Rath und That